# Iliana Iotova
Iliana Malinova Iotova (bulgare : Илияна Малинова Йотова ; SBOTCC : Iliyana Malinova Yotova), née le 24 octobre 1964 à Sofia, est une femme politique bulgare, membre du Parti socialiste bulgare (BSP). Elle est vice-présidente de la République depuis le 22 janvier 2017.

## Biographie

### Formation
- Lycée Alphonse-de-Lamartine (Sofia)
- 1989 : magistăr de philologie bulgare et française, université Saint-Clément d'Ohrid, Sofia
- 2007 : Spécialisation à l'École nationale d'administration (ENA), Strasbourg.

### Carrière dans la presse
De 1990 à 1997 elle est rédactrice et directrice des programmes d'information Novini à la télévision nationale bulgare, ainsi que directrice du service « nouvelles et programmes d'actualité ».
De 1997 à 2005, elle directrice du centre de presse du Parti socialiste bulgare.

### Parcours politique

#### Députée européenne
Elle est élue députée au Parlement européen pour la première fois en janvier 2007 dès l'adhésion de la Bulgarie, elle est réélue en 2009 pour un deuxième mandat puis en 2014 pour un troisième mandat. Elle est membre de la Coalition pour la Bulgarie et fait partie du groupe politique parlementaire européen de l'Alliance progressiste des socialistes et démocrates. 
Elle est membre de la commission de la pêche, de la commission des pétitions, de la délégation à l'Assemblée parlementaire Euronest, et est vice-présidente de la délégation à la commission de coopération parlementaire UE-Moldavie. Elle est aussi membre suppléante de la commission de l'emploi et des affaires sociales, de la commission des libertés civiles, de la justice et des affaires intérieures et de la délégation pour les relations avec les pays du Maghreb et l'Union du Maghreb arabe.

#### Vice-présidente de la République
Candidate à la vice-présidence comme colistière de Roumen Radev lors de l'élection présidentielle de 2016, elle est élue vice-présidente de la République de Bulgarie le 13 novembre 2016. 
Elle démissionne de son mandat de députée européenne le 16 janvier 2017, prête serment trois jours plus tard et prend ses fonctions le 22 du même mois.
Elle est réélue vice-présidente en 2021 aux côtés du président sortant Radev.